# Idea arrakana
Idea arrakana är en fjärilsart som beskrevs av Hans Fruhstorfer 1910. Idea arrakana ingår i släktet Idea och familjen praktfjärilar. Inga underarter finns listade i Catalogue of Life.